# Hey-o-hansen

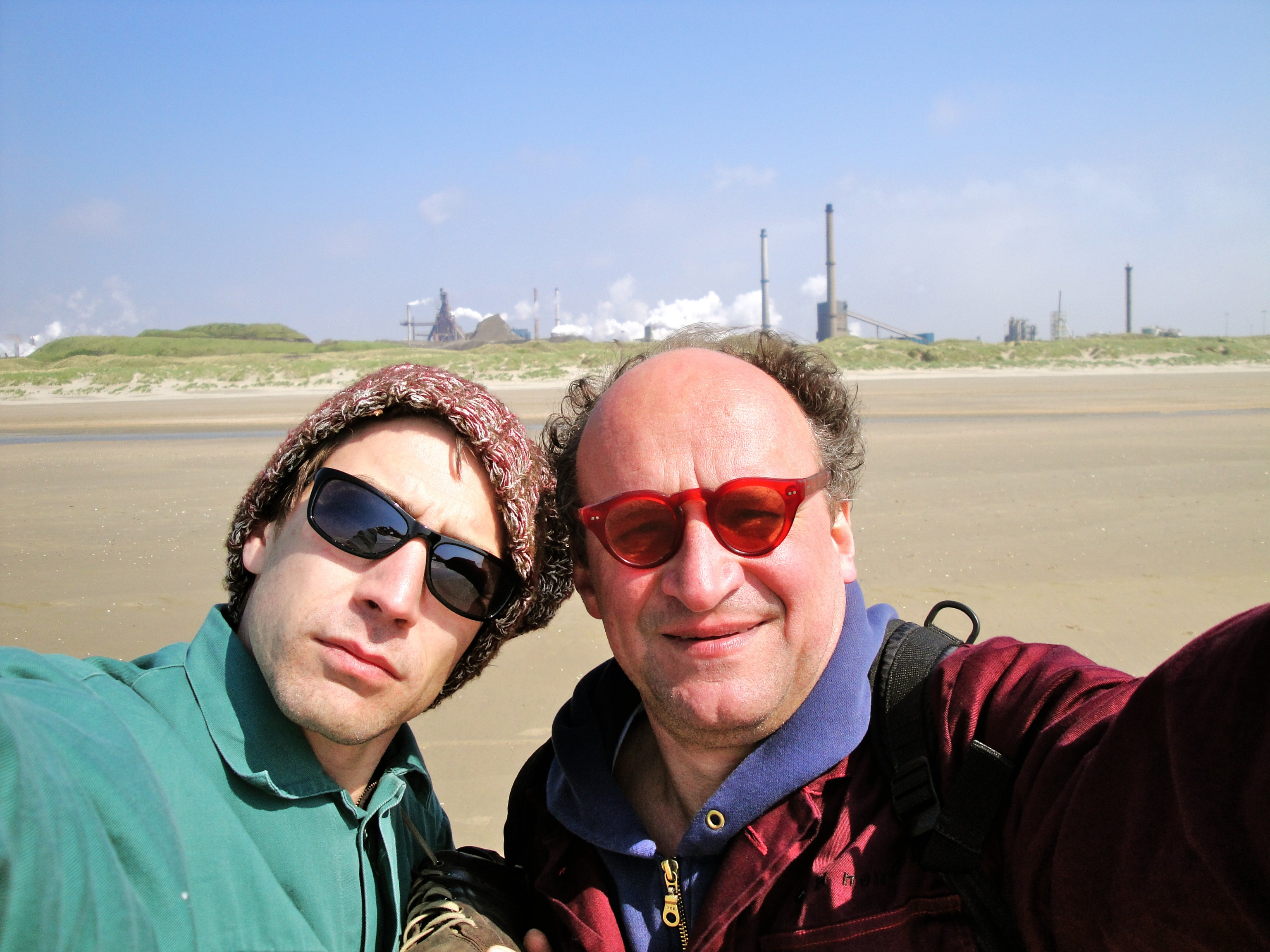
Hey-o-hansen auf Tour in Amsterdam

Hey-o-hansen (gegründet 1995) ist eine Musikgruppe im Bereich der elektronischen Musik.

## Geschichte
Die österreichischen Musiker  Helmut Erler (geboren 1971) und  Michael Wolf (geboren 1959) gründeten 1995 in Berlin die Band  hey ø hansen. In ihrem Stil der improvisierten elektronischen Musik verwenden sie Klangästhetik und Produktionsweisen des Remixes, die aus der Dub-Musik übernommen sind. Sie bezeichnen ihren musikalischen Stil als „Austrodub“.
Ihre ersten Veröffentlichungen erschienen in Kleinauflagen auf Compact Kassetten und 7inch Vinyl Singles, auch das erste Album blieb weitgehend unbemerkt, bis das Musikmagazin de:bug auf dem hauseigenen Label de:bug Hartwaren 2001 eine LP veröffentlichte.
In der Folge veröffentlichte das Duo sowohl auf dem eigenen Label  Heyrec wie auch auf dem Hamburger Label  Pingipung. Es erschienen insgesamt 9 Long-Play Alben sowie zahllose Singles und Compilation-Beiträge.

## Diskografie

### Alben
- 2000: hey ø hansen – l'éléphant cruel (heyrec 01)
- 2001: hey – Dreams never die (de:bug Hartwaren 03)
- 2002: hey ø hansen – r em phase III (heyrec 06)
- 2002: hey ø hansen – betrogen (heyrec 07)
- 2004: hey ø hansen – magnetophone (heyrec 09)
- 2007: hey ø hansen – the 06 singles (heyrec 06)
- 2009: hey ø hansen – Sonn und Mond. Rare and unreleased Austrodub Tracks 1999 - 2009 (Pingipung 16)
- 2010: hey ø hansen – We So Horny - Serious Pleasure Riddims (pingipung 19 / heyrec 20)
- 2016: hey ø hansen – SNO DUB (heyrec 22)